# Адамовка (Днепропетровская область)
Ада́мовка (укр. Ада́мівка) — село,
Адамовский сельский совет,
Криничанский район,
Днепропетровская область,
Украина.
Код КОАТУУ — 1222080501. Население по переписи 2001 года составляло 1406 человек.
Является административным центром Адамовского сельского совета, в который, кроме того, входит село
Зелёная Долина.

## Географическое положение
Село Адамовка находится на берегу реки Базавлук,
выше по течению на расстоянии в 1,5 км расположено село Коробчино,
ниже по течению на расстоянии в 0,5 км расположено село Калиновка.
По селу протекает несколько пересыхающих ручьёв с запрудами.
Через село проходит автомобильная дорога М-04 (E 50).

## История
- 1793 — дата основания.

## Объекты социальной сферы
- Школа.
- Детский сад.
- Дом культуры.
- Больница.

Стадион "Виктория"

## Религия

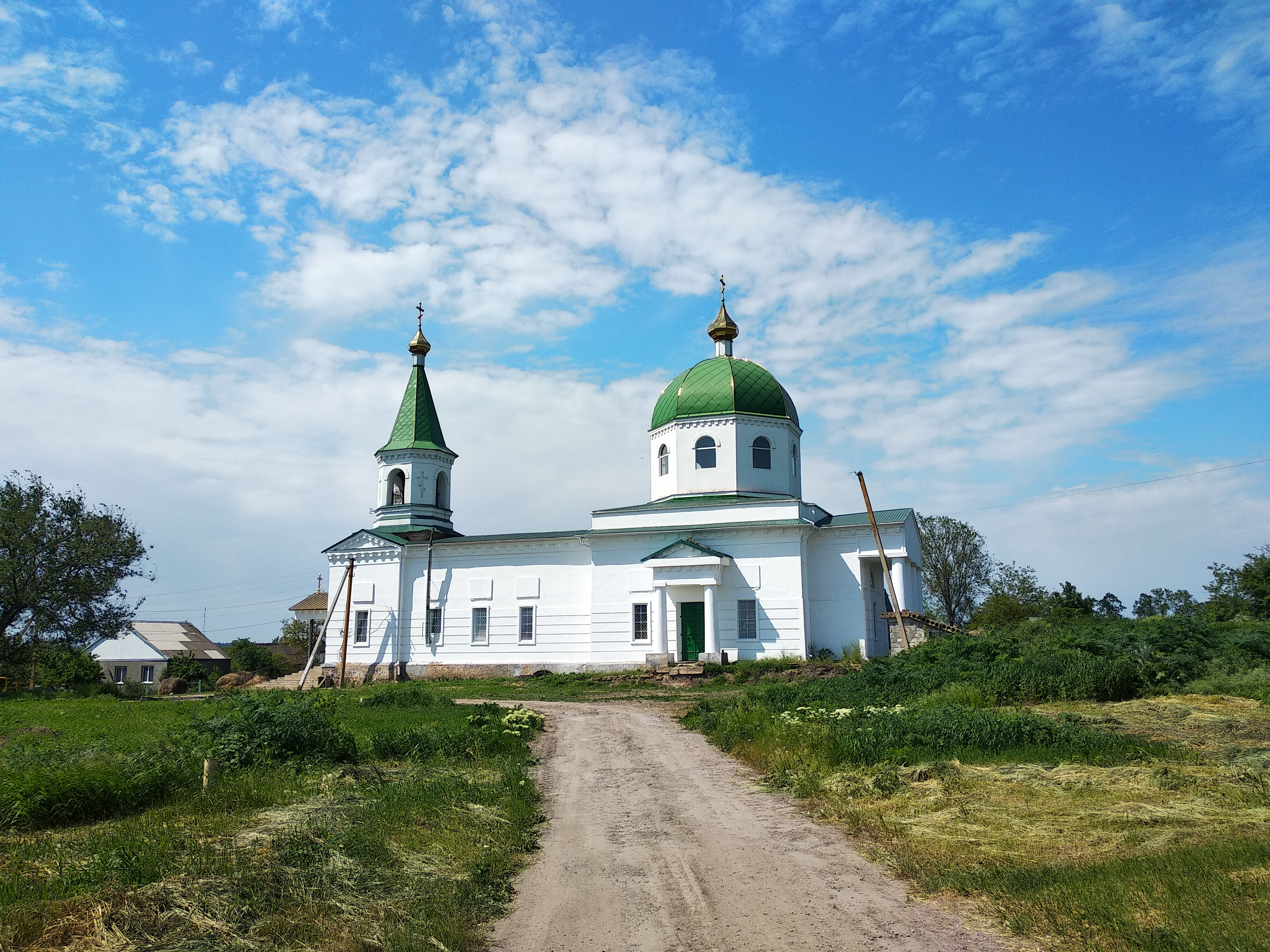
Свято-Троицкий храм

- Свято-Троицкий храм

## Известные люди
- Гладкий, Сергей Фёдорович — металлург, Герой Социалистического Труда (1966)2
- Максимович, Борис Иванович  — предводитель дворянства Изюмского уезда Харьковской губернии,  7 март 1871 — 1954; отец архиепископа Иоанна Шанхайского и Сан-Францисского (см. ниже)
- Архиепископ Иоа́нн Шанхайский и Сан-Францисский (в миру Михаил Борисович Максимо́вич; 4 (16) июня 1896, село Адамовка, Изюмский уезд, Харьковская губерния — 2 июля 1966, Сиэтл, штат Вашингтон, США) — епископ Русской православной церкви заграницей (РПЦЗ, в то время в расколе с Московским патриархатом); архиепископ Западно-Американский и Сан-Францисский. Миссионер, проявлявший, по свидетельствам его почитателей, случаи прозорливости и чудотворения. Прославлен РПЦЗ в лике святителей 2 июля 1994 года; прославлен общецерковно Архиерейским собором Русской православной церкви 24 июня 2008 года (Святитель Иоанн Шанхайский и Сан-Францисский чудотворец). Память совершается 19 июня (2 июля) — день кончины; 29 сентября (12 октября) — обретение мощей.